# Trachylepis makolowodei
Espèce
Trachylepis makolowodei est une espèce de sauriens de la famille des Scincidae.

## Répartition
Cette espèce se rencontre en République centrafricaine et au Cameroun.

## Étymologie
Cette espèce est nommée en l'honneur de Paul Makolowodé.

## Publication originale
- Chirio, Ineich, Schmitz & Lebreton, 2008 : A new species of Trachylepis Fitzinger, 1843 (Squamata: Scincidae) from Central African forests. African Journal of Herpetology, vol. 57, no 1, p. 13-28.